# Orthetrum melania
Orthetrum melania е вид водно конче от семейство Libellulidae. Видът не е застрашен от изчезване.

## Разпространение
Разпространен е в Китай (Гуандун, Гуанси, Дзянси, Съчуан и Юннан), Провинции в КНР, Русия (Курилски острови), Северна Корея, Тайван, Хонконг, Южна Корея и Япония.